# Matteo Mecacci
Matteo Mecacci, né le 21 février 1975 à Florence, est un expert en relations internationales et un homme politique italien.

## Biographie
Matteo Mecacci est membre du Parti radical. Il est député au Parlement italien de 2008 à 2013 et membre de la délégation italienne à l'Organisation pour la sécurité et la coopération en Europe (OSCE). 
Le 13 décembre 2013, la Campagne internationale pour le Tibet (ICT) nomme Matteo Mecacci comme son nouveau président, qui selon Richard Gere, a un lien fort avec le 14e dalaï-lama et le Tibet, une prise de conscience de la dynamique politique, culturelle et sociale en Chine et au Tibet, et apporte à ICT une expérience considérable en matière de diplomatie, de démocratie et de plaidoyer. Matteo Mecacci, a une expérience avancé des droits de l'homme et de la démocratie en Italie et dans le monde. Mecacci estime qu'avec le développement de la Chine de plus en plus affirmée sur la scène mondiale, la nécessité de faire progresser la lutte pour la survie de la culture tibétaine et les libertés devient encore plus important, non seulement pour les Tibétains, mais pour le monde.
Le 4 décembre 2020, il est nommé directeur du Bureau des institutions démocratiques et des droits de l'homme (ODIHR). Il prend ses fonctions en janvier 2021.